# Hydroptila tannerorum
Hydroptila tannerorum är en nattsländeart som beskrevs av Wells och Andersen 1995. Hydroptila tannerorum ingår i släktet Hydroptila och familjen smånattsländor. Inga underarter finns listade i Catalogue of Life.